# Beneath (Band)
Beneath ist eine isländische Death-Metal-Band aus Reykjavík, die im Jahr 2007 gegründet wurde.

## Geschichte
Die Band wurde im Jahr 2007/2008 gegründet. Nach wenigen Veränderungen stand im November 2008 die erste feste Besetzung. Ihren ersten Auftritt hatte die Band zusammen mit The Black Dahlia Murder im Januar 2009. Nachdem die Band das isländische Finale des Wacken Open Air Metal Battles gewonnen hatte, konnten sie auf dem Wacken Open Air im August 2009 spielen. Es folgten weitere Festivalauftritte bei dem Death Feast 2010 und dem Neurotic Deathfest im Jahr 2011. Im Februar 2010 veröffentlichte die Band die erste EP namens Hollow Empty Void bei Mordbrann Musikk. Auf der EP waren vier Lieder sowie zwei weitere Live-Lieder enthalten. Im November 2009 begab sich die Band ins Studio, um das Debütalbum Enslaved by Fear aufzunehmen. Der Tonträger wurde von Daniel Bergstrand in den Dug Out Studios in Uppsala abgemischt. Daraufhin erreichte die Band einen Vertrag bei Unique Leader Records, worüber der Tonträger 2012 erschien.

## Stil
Laut Madam X von angrymetalguy.com spielen die Band auf Enslaved by Fear eine Mischung aus aggressivem und technisch anspruchsvollem Death Metal. Thematisch würden die Lieder meist Themen wie die Ablehnung von Religion, die Gesellschaft, Hass, Tod, Blut und Gore behandeln. Die Musik sei mit den Werken von Meshuggah, Decapitated, Visceral Throne, Dawn of Demise oder Dying Fetus vergleichbar. Der Gesang ähnele dem von Pekka Kokko von Kalmah und Mikael Åkerfeldt während seiner Zeit bei Bloodbath.

## Diskografie
- 2009: Promo 2009 (Demo, Eigenveröffentlichung)
- 2010: Hollow Empty Void (EP, Mordbrann Musikk)
- 2012: Enslaved by Fear (Album, Unique Leader Records)
- 2014: The Barren Throne (Album, Unique Leader Records)
- 2017: Ephemeris (Album, Unique Leader Records)